# Crassocephalum vitellinum
Crassocephalum vitellinum là một loài thực vật có hoa trong họ Cúc. Loài này được (Benth.) S.Moore mô tả khoa học đầu tiên năm 1912.